# Thida Thavornseth
Thida Thavornseth (thailändisch ธิดา ถาวรเศรษฐ, RTGS: Thida Thawonset, Aussprache: [tʰídaː tʰǎːwɔːnsèːt]; * 25. Januar 1944 in Surat Thani) ist eine thailändische Mikrobiologin und politische Aktivistin. Sie ist eine pensionierte Universitätsdozentin. Von 2010 bis 2014 war sie die Vorsitzende der United Front for Democracy Against Dictatorship (UDD), die umgangssprachlich als Bewegung der „Rothemden“ bekannt ist.

## Leben und Karriere
Thida Thavornseth hat ein Studium an der pharmazeutischen Fakultät der Chulalongkorn-Universität abgeschlossen. Später lehrte sie als Dozentin an der Mahidol-Universität. Sie ist mit dem Arzt Weng Tojirakarn verheiratet, der, wie sie, politisch aktiv ist. Thida nahm an den Massenprotesten für Demokratisierung im Oktober 1973 teil, die zur Überwindung der Militärdiktatur führten, wie auch an den Protesten der Studentenbewegung gegen die Rückkehr der Diktatoren im Oktober 1976, die das Massaker an der Thammasat-Universität und die Rückkehr zur Militärherrschaft auslösten. Thida und Weng schlossen sich der verbotenen Kommunistischen Partei Thailands an und flohen in die Berge, wo sie sich während der folgenden sechs Jahre versteckt hielten. Im Mai 1992 nahmen sie an den Protesten gegen den von der Militärjunta eingesetzten Ministerpräsidenten Suchinda Kraprayoon teil, die als „Schwarzer Mai“ in die Geschichte eingingen.
Obwohl sie früher eine Kritikerin des entmachteten Ministerpräsidenten Thaksin Shinawatra war, schloss sie sich der UDD an, einer politischen Massenbewegung, die Thaksin nahesteht. Die UDD kämpft gegen den Einfluss des Militärs und royalistischer Kreise seit dem Militärputsch 2006, gegen Ungerechtigkeit und für eine grundlegende Veränderung der Machtstrukturen in der thailändischen Gesellschaft. Nach den heftigen Unruhen der „Rothemden“ von März bis Mai 2010 und der gewaltsamen Niederschlagung durch das Militär im April und Mai sowie der Inhaftierung der wichtigsten UDD-Anführer, einschließlich ihres Ehemannes, wurde Thida am 1. Dezember 2010 zur Vorsitzenden der United Front for Democracy Against Dictatorship ernannt. Thida wird als moderate Anführerin eingeschätzt, die Gewalt als Mittel des politischen Handelns grundsätzlich ablehnt. Im März 2014 löste Jatuporn Prompan sie als Vorsitzender der UDD ab. Anders als Thida gilt er innerhalb der Organisation eher als Hardliner.